# Train Blanc
Le Train Blanc fut un train express sur le Chemin de fer Matadi-Kinshasa qui reliait Matadi avec Léopoldville au Congo belge. Il circula après le changement d'écartement de la ligne en 1932. À la fin des années 1930 il fut composé d'un fourgon générateur et de 5 voitures, dont une salle à manger avec service CIWL. La traction se faisait à vapeur avec des locomotives de la série 251 à 253 (type 150). Toutes les voitures étaient de couleur blanche.
Dans le contexte de la création au Congo belge en 1890  d'une ligne de chemin de fer entre l'océan Atlantique et Léopoldville, Albert Thys, officier belge a été chargé par Léopold II, roi des Belges, de créer une ligne pour l'acheminement du caoutchouc. La construction de cette ligne a été confrontée à d'importantes difficultés techniques et a été très coûteuse en vies humaines. Le 6 juillet 1893, le Chemin de fer du Congo entrait en service.